# Aneura leptophylla
Aneura leptophylla là một loài rêu trong họ Aneuraceae. Loài này được Spruce mô tả khoa học đầu tiên năm 1885.